# Polignano a Mare
Polignano a Mare község (comune) Olaszország Puglia régiójában, Bari megyében.

## Fekvése
Baritól délkeletre, az Adriai-tenger partján fekszik.

## Története
A kutatók szerint, a település ősét, Neapoliszt az i.e. 4. században II. Dionüsszossz, Szürakuszai türannossza alapította, a Magna Graecia és Görögország közötti tengeri kereskedelmi utak védelmére. A rómaiak fennhatósága alatt épült meg a Rómát Brindisivel összekötő Via Traiana.

## Népessége
A lakosság számának alakulása:

## Főbb látnivalói
- Arco Marchesale - a város egykori kapuja
- Palazzo del Governatore
- Palazzo del Feudatario
- Palazzo dell'Orologio
- Abbazia di San Vito